# Huarong, Yueyang
Huarong, tidigare romaniserat Hwajung, är ett härad som lyder under Yueyangs stad på prefekturnivå i Hunan-provinsen i södra Kina.